# Nyctonympha annulata
Nyctonympha annulata là một loài bọ cánh cứng trong họ Cerambycidae.